# Backöfele

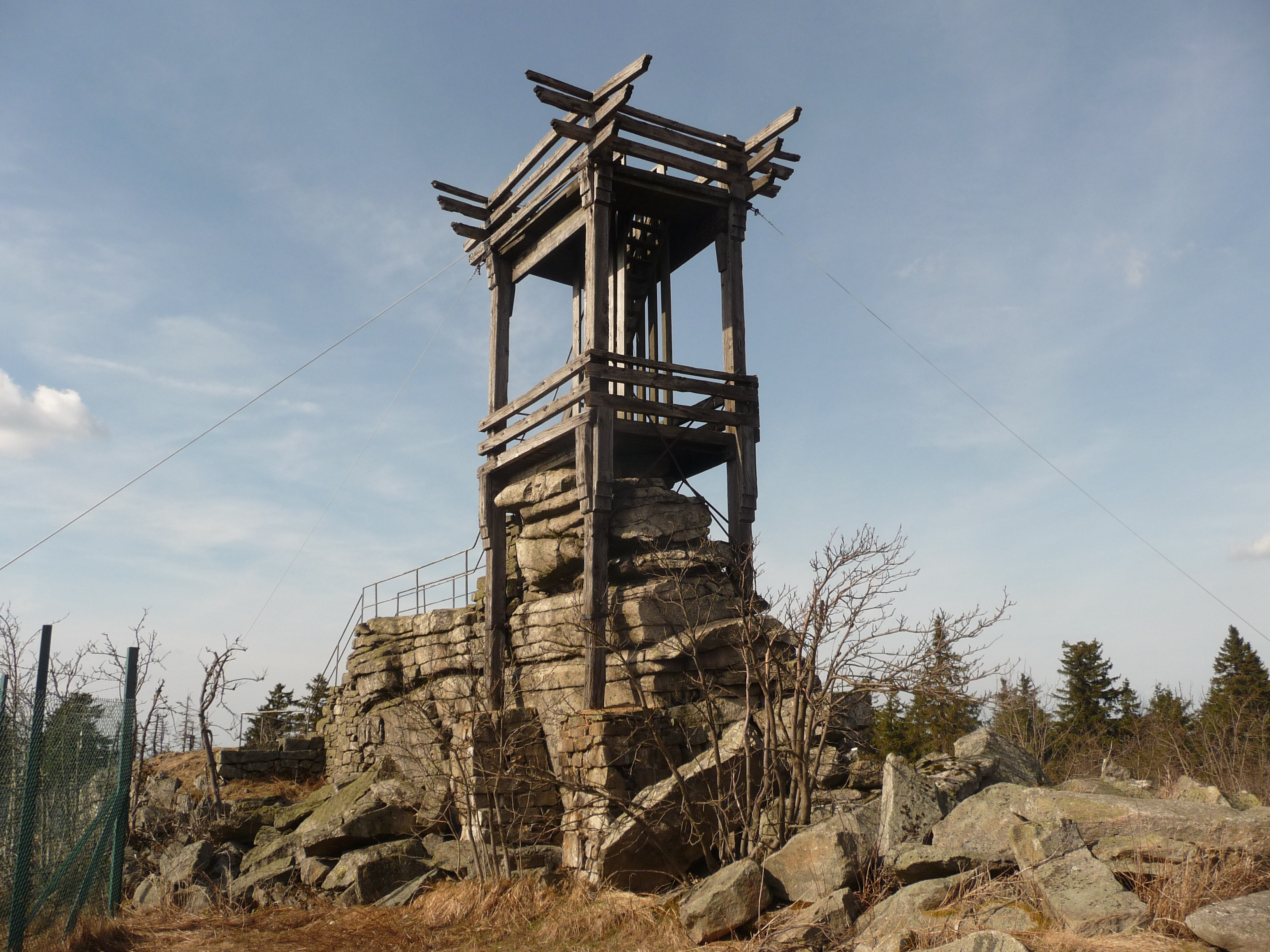
Backöfele

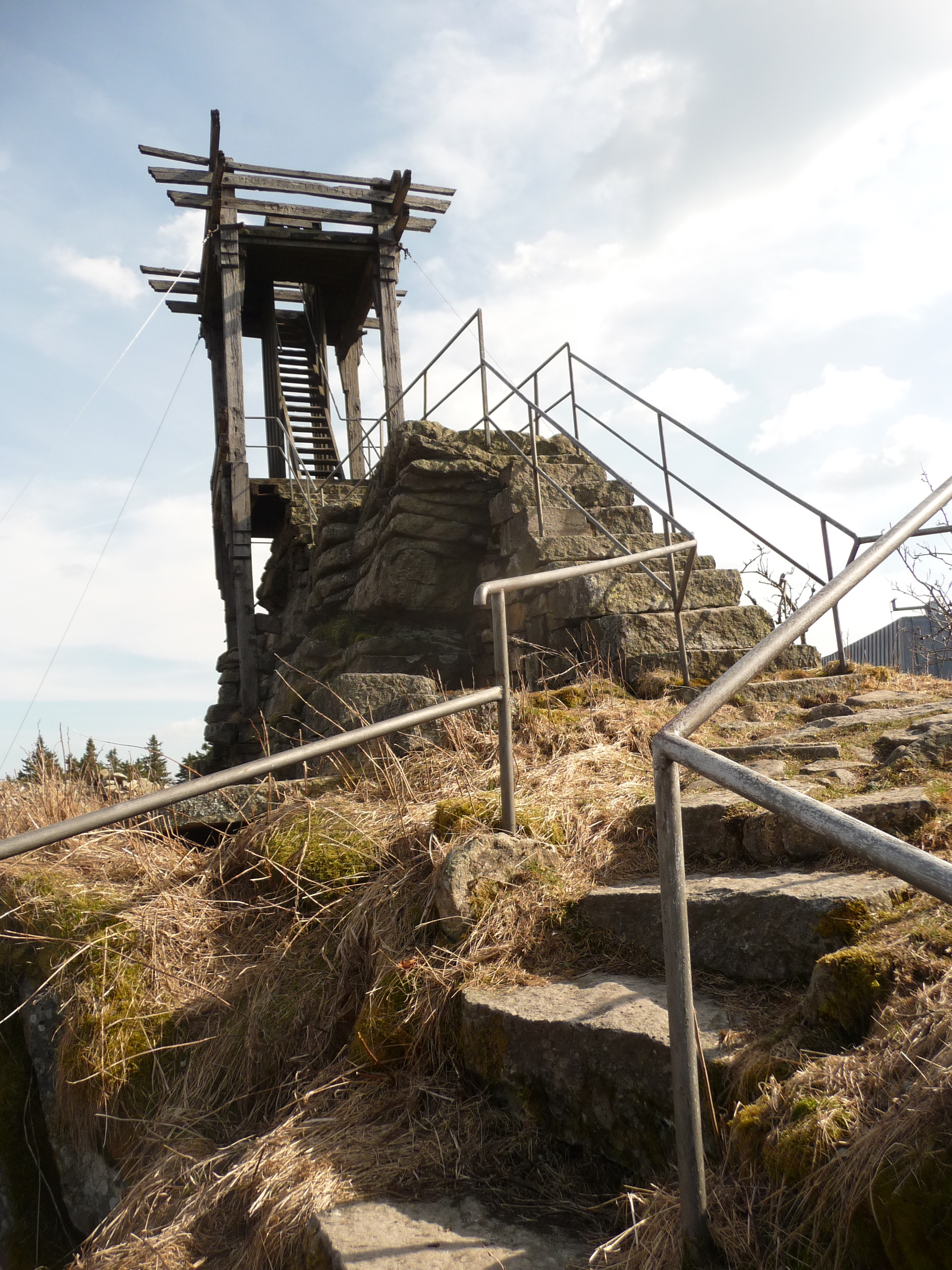
Aufgang zur Plattform

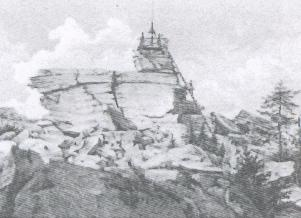
Lithografie von Georg Könitzer um 1860

Das Backöfele (1051 m ü. NHN) ist ein ehemaliger Wartturm auf dem Schneeberg. Es wurde als Teil eines spätmittelalterlichen Verteidigungssystems im Markgraftum Brandenburg-Kulmbach errichtet.
Markgraf Friedrich erließ 1498 eine Wartordnung, um sein Markgraftum Kulmbach zu schützen. Das ausgefeilte Beobachtungs- und Signalisierungssystem mit Wachposten in allen Teilen des Fürstentums diente der Vorwarnung bei Angriffen, sowohl bei Fehden als auch in Kriegszeiten. Das Backöfele war Teil dieses Systems. Vor 1498 war bereits ein hölzerner Turm vorhanden, der durch einen steinernen Rundturm ersetzt und mit zwei Wächtern bestückt wurde. Die Bezeichnung Backöfele soll im Dreißigjährigen Krieg aufgekommen sein, als in die Berge geflüchtete Bewohner der Gegend dort Brot gebacken haben sollen. Rudolf Thiem leitet den Namen vom Aussehen der Felsformation ab, wo eine Partie einem Schürloch ähnelt. Erst 1713 ist überliefert, dass der Turm verfallen ist. Johann Theodor Benjamin Helfrecht berichtet 1799 von Fundamentresten und herumliegenden Steinen. Der Maler Georg Könitzer zeichnete das Backöfele als Lithografie in seinem Themenkreis um das Fichtelgebirge. Die Steine des Turms dienten offenbar zur Errichtung einer Schutzhütte des Deutsch-Österreichischen Alpenvereins in unmittelbarer Nähe. Die Schutzhütte wurde schnell baufällig und 1904 an der Nordseite des Gipfels durch einen größeren Bau ersetzt. Der Turm wurde Ende des 19. Jahrhunderts vom Alpenverein als hölzerne Aussichtsplattform wiederhergestellt. Der heutige 14 m hohe Holzturm wurde 1926 vom nachfolgenden Fichtelgebirgsverein aus Eichenstämmen errichtet. Als Folge des Kalten Krieges konnte das Backöfele in den Nachkriegsjahren lange Zeit nicht betreten werden, da es sich innerhalb des militärischen Sperrgebietes auf dem Schneeberg befand. Seit August 1996 ist das Backöfele wieder zugänglich und liegt als Wanderziel am Höhenweg. Im Juli 2016 wurde der Turm wegen Baufälligkeit gesperrt. 90 Jahre hatte das Eichenholz der rauen Witterung auf dem Schneeberg standgehalten. Im August 2017 war Richtfest für den Neubau des Aussichtsturmes, der genau so aussieht wie der alte Turm. Das Eichenholz stammt aus dem Forstbetrieb Forchheim und wurde von den Bayerischen Staatsforsten gespendet.